# Kajak-kenu a 2008. évi nyári olimpiai játékokon
A 2008. évi nyári olimpiai játékokon a kajak-kenu versenyszámait augusztus 11. és 23. között bonyolították le Pekingben. Rendeztek versenyeket szlalomban és síkvízen is.
Ezen az olimpián a magyar csapat ebben a sportágban volt a legeredményesebb. Két aranyérem és egy-egy ezüst- illetve bronzérem került magyar sportolóhoz. Vajda Attila a kenu egyesek 1000 méteres számában nem talált legyőzőre, a Kovács Katalin–Janics Natasa-kettős pedig sikeresen védte meg bajnoki címét az 500 méteres kajakpárosok versenyében. A női kajak négyes – úgy mint Athénban – ezüstérmet szerzett. Az olimpia előtt nem sokkal összeállt Kozmann György–Kiss Tamás kenu kettes az 1000 méteres távon meglepetésre harmadik lett a döntőben.

## Éremtáblázat
(Magyarország és a rendező ország csapata eltérő háttérszínnel, az egyes számoszlopok legmagasabb értéke, vagy értékei vastagítással kiemelve.)
| A 2008. évi nyári olimpiai játékok éremtáblázata kajak-kenuban | A 2008. évi nyári olimpiai játékok éremtáblázata kajak-kenuban | A 2008. évi nyári olimpiai játékok éremtáblázata kajak-kenuban | A 2008. évi nyári olimpiai játékok éremtáblázata kajak-kenuban | A 2008. évi nyári olimpiai játékok éremtáblázata kajak-kenuban | Olimpia  |
| -------------------------------------------------------------- | -------------------------------------------------------------- | -------------------------------------------------------------- | -------------------------------------------------------------- | -------------------------------------------------------------- | -------- |
|                                                                | Ország                                                         | Arany                                                          | Ezüst                                                          | Bronz                                                          | Összesen |
| 1.                                                             | Németország (GER)                                              | 3                                                              | 2                                                              | 3                                                              | 8        |
| 2.                                                             | Szlovákia (SVK)                                                | 3                                                              | 1                                                              | 0                                                              | 4        |
| 3.                                                             | Magyarország (HUN)                                             | 2                                                              | 1                                                              | 1                                                              | 4        |
| 4.                                                             | Fehéroroszország (BLR)                                         | 2                                                              | 0                                                              | 1                                                              | 3        |
| 5.                                                             | Spanyolország (ESP)                                            | 1                                                              | 2                                                              | 0                                                              | 3        |
| 6.                                                             | Ausztrália (AUS)                                               | 1                                                              | 1                                                              | 3                                                              | 5        |
| 7.                                                             | Nagy-Britannia (GBR)                                           | 1                                                              | 1                                                              | 1                                                              | 3        |
| 7.                                                             | Oroszország (RUS)                                              | 1                                                              | 1                                                              | 1                                                              | 3        |
| 9.                                                             | Ukrajna (UKR)                                                  | 1                                                              | 0                                                              | 1                                                              | 2        |
| 10.                                                            | Kína (CHN)                                                     | 1                                                              | 0                                                              | 0                                                              | 1        |
|                                                                |                                                                |                                                                |                                                                |                                                                |          |
| 11.                                                            | Franciaország (FRA)                                            | 0                                                              | 1                                                              | 1                                                              | 2        |
| 11.                                                            | Kanada (CAN)                                                   | 0                                                              | 1                                                              | 1                                                              | 2        |
| 11.                                                            | Olaszország (ITA)                                              | 0                                                              | 1                                                              | 1                                                              | 2        |
| 14.                                                            | Csehország (CZE)                                               | 0                                                              | 1                                                              | 0                                                              | 1        |
| 14.                                                            | Dánia (DEN)                                                    | 0                                                              | 1                                                              | 0                                                              | 1        |
| 14.                                                            | Lengyelország (POL)                                            | 0                                                              | 1                                                              | 0                                                              | 1        |
| 14.                                                            | Norvégia (NOR)                                                 | 0                                                              | 1                                                              | 0                                                              | 1        |
|                                                                |                                                                |                                                                |                                                                |                                                                |          |
| 18.                                                            | Ausztria (AUT)                                                 | 0                                                              | 0                                                              | 1                                                              | 1        |
| 18.                                                            | Togo (TOG)                                                     | 0                                                              | 0                                                              | 1                                                              | 1        |
|                                                                |                                                                |                                                                |                                                                |                                                                |          |
| Összesen                                                       | Összesen                                                       | 16                                                             | 16                                                             | 16                                                             | 48       |

## Érmesek

### Síkvízi számok

#### Férfiak
| A 2008. évi nyári olimpiai játékok érmesei férfi síkvízi kajak-kenuban | |                                                                                     |                                                                                          |
| Versenyszám                                                            | Arany                                                                                                 | Ezüst                                                                               | Bronz                                                                                    |
| C-1 500 m                                                              | Makszim Opalev · Oroszország (RUS)                                                                    | David Cal · Spanyolország (ESP)                                                     | Jurij Cseban · Ukrajna (UKR)                                                             |
| C-1 1000 m                                                             | Vajda Attila · Magyarország (HUN)                                                                     | David Cal · Spanyolország (ESP)                                                     | Thomas Hall · Kanada (CAN)                                                               |
| C-2 500 m                                                              | Kína (CHN) · Meng Kuan-liang (Meng Guanliang) · Jang Ven-csün (Yang Wenjun)                           | Oroszország (RUS) · Szergej Ulegin · Alekszandr Kosztoglod                          | Németország (GER) · Christian Gille · Thomasz Wylenzek                                   |
| C-2 1000 m                                                             | Fehéroroszország (BLR) · Andrej Bahdanovics · Aljakszandr Bahdanovics                                 | Németország (GER) · Christian Gille · Thomasz Wylenzek                              | Magyarország (HUN) · Kozmann György · Kiss Tamás                                         |
| K-1 500 m                                                              | Ken Wallace · Ausztrália (AUS)                                                                        | Adam van Koeverden · Kanada (CAN)                                                   | Tim Brabants · Nagy-Britannia (GBR)                                                      |
| K-1 1000 m                                                             | Tim Brabants · Nagy-Britannia (GBR)                                                                   | Eirik Verås Larsen · Norvégia (NOR)                                                 | Ken Wallace · Ausztrália (AUS)                                                           |
| K-2 500 m                                                              | Spanyolország (ESP) · Saúl Craviotto · Carlos Pérez Rial                                              | Németország (GER) · Ronald Rauhe · Tim Wieskötter                                   | Fehéroroszország (BLR) · Raman Pjatrusenka · Vadzim Mahnyev                              |
| K-2 1000 m                                                             | Németország (GER) · Martin Hollstein · Andreas Ihle                                                   | Dánia (DEN) · Kim Wraae Knudsen · René Holten Poulsen                               | Olaszország (ITA) · Andrea Facchin · Antonio Scaduto                                     |
| K-4 1000 m                                                             | Fehéroroszország (BLR) · Raman Pjatrusenka · Aljakszej Abalmaszav · Artur Litvincsuk · Vadzim Mahnyev | Szlovákia (SVK) · Richard Riszdorfer · Michal Riszdorfer · Vlček Erik · Tarr György | Németország (GER) · Lutz Altepost · Norman Bröckl · Torsten Eckbrett · Björn Goldschmidt |

#### Nők
| A 2008. évi nyári olimpiai játékok érmesei női síkvízi kajak-kenuban |                                                                                                |                                                                                      |                                                                                  |
| Versenyszám                                                          | Arany                                                                                          | Ezüst                                                                                | Bronz                                                                            |
| K-1 500 m                                                            | Inna Oszipenko-Radomszka · Ukrajna (UKR)                                                       | Josefa Idem · Olaszország (ITA)                                                      | Katrin Wagner-Augustin · Németország (GER)                                       |
| K-2 500 m                                                            | Magyarország (HUN) · Kovács Katalin · Janics Natasa                                            | Lengyelország (POL) · Beata Mikołajczyk · Aneta Konieczna                            | Franciaország (FRA) · Marie Delattre · Anne-Laure Viard                          |
| K-4 500 m                                                            | Németország (GER) · Fanny Fischer · Nicole Reinhardt · Katrin Wagner-Augustin · Conny Wassmuth | Magyarország (HUN) · Kovács Katalin · Szabó Gabriella · Kozák Danuta · Janics Natasa | Ausztrália (AUS) · Lisa Oldenhof · Hannah Davis · Chantal Meek · Lyndsie Fogarty |

### Vadvízi (szlalom) számok
| A 2008. évi nyári olimpiai játékok érmesei szlalom kajak-kenuban |                                                           |                                                    |                                                         |
| Versenyszám                                                      | Arany                                                     | Ezüst                                              | Bronz                                                   |
| Férfi C-1                                                        | Michal Martikán · Szlovákia (SVK)                         | David Florence · Nagy-Britannia (GBR)              | Robin Bell · Ausztrália (AUS)                           |
| Férfi C-2                                                        | Szlovákia (SVK) · Pavol Hochschorner · Peter Hochschorner | Csehország (CZE) · Jaroslav Volf · Ondřej Štěpánek | Oroszország (RUS) · Mihail Kuznyecov · Dmitrij Larionov |
| Férfi K-1                                                        | Alexander Grimm · Németország (GER)                       | Fabien Lefèvre · Franciaország (FRA)               | Benjamin Boukpeti · Togo (TOG)                          |
| Női K-1                                                          | Elena Kaliská · Szlovákia (SVK)                           | Jacqueline Lawrence · Ausztrália (AUS)             | Violetta Oblinger-Peters · Ausztria (AUT)               |

## Magyar részvétel
Magyarországot a síkvízi kajak-kenu tizenkét versenyszámában tizenkét férfi és négy női, összesen tizenhat versenyző képviselte. Szlalomban nem volt magyar induló. A magyar sportolók két arany-, és egy-egy ezüst- illetve bronzérmet, valamint három negyedik-, két ötödik-, és egy hatodik helyet szereztek, ami harminchét pontot jelent.
Férfi
| Név                                              | Versenyszám | Előfutam | Előfutam | Elődöntő | Elődöntő | Döntő             | Döntő             |
| Név                                              | Versenyszám | Eredmény | Helyezés | Eredmény | Helyezés | Eredmény          | Helyezés          |
| ------------------------------------------------ | ----------- | -------- | -------- | -------- | -------- | ----------------- | ----------------- |
| Vajda Attila                                     | C-1 500 m   | 1:49,942 | 4.       | 1:51,029 | 1.       | 1:50,156          | 9.                |
| Vajda Attila                                     | C-1 1000 m  | 3:55,319 | 1.       |          |          | 3:50,467          | Aranyérem         |
| Sáfrán Mátyás Sáfrán Mihály                      | C-2 500 m   | 1:43,642 | 6.       | 1:45,032 | 8.       | Nem jutott tovább | Nem jutott tovább |
| Kozmann György Kiss Tamás                        | C-2 1000 m  | 3:46,020 | 4.       | 3:42,482 | 2.       | 3:40,258          | Bronzérem         |
| Vereckei Ákos                                    | K-1 500 m   | 1:36,099 | 1.       | 1:42,155 | 3.       | 1:38,318          | 6.                |
| Benkő Zoltán                                     | K-1 1000 m  | 3:29,542 | 2.       | 3:34,473 | 3.       | 3:32,120          | 9.                |
| Kammerer Zoltán Kucsera Gábor                    | K-2 500 m   | 1:30,099 | 3.       |          |          | 1:30,285          | 4.                |
| Kammerer Zoltán Kucsera Gábor                    | K-2 1000 m  | 3:17,636 | 1.       |          |          | 3:15,049          | 5.                |
| Sík Márton Beé István Vereckei Ákos Bozsik Gábor | K-4 1000 m  | 2:57,242 | 2.       |          |          | 2:59,009          | 5.                |

Női
| Név                                                       | Versenyszám | Előfutam | Előfutam | Elődöntő | Elődöntő | Döntő    | Döntő     |
| Név                                                       | Versenyszám | Eredmény | Helyezés | Eredmény | Helyezés | Eredmény | Helyezés  |
| --------------------------------------------------------- | ----------- | -------- | -------- | -------- | -------- | -------- | --------- |
| Kovács Katalin                                            | K-1 500 m   | 1:49,424 | 1.       |          |          | 1:51,139 | 4.        |
| Kovács Katalin Janics Natasa                              | K-2 500 m   | 1:42,162 | 1.       |          |          | 1:41,308 | Aranyérem |
| Kovács Katalin Szabó Gabriella Kozák Danuta Janics Natasa | K-4 500 m   | 1:34,321 | 1.       |          |          | 1:32,971 | Ezüstérem |